# RFactor
rFactor – komputerowa gra wyścigowa autorstwa amerykańskiego studia Image Space Inc. Wydawcą gry jest Sniper France, a jej polskim dystrybutorem Cenega Poland.

## Rozgrywka
rFactor jest wyścigową grą składającą się z serii modułów. Kilka z tych modułów jest dostępnych w podstawowej wersji gry, a inne dostępne są na oficjalnej stronie producenta. Gotowe elementy gracz może zmieniać. Głównym trybem rozgrywki jest „SR Grand Prix”, w którym wyścigi pojazdów reprezentuje wiele klas wyścigowych. Gracz ma wpływ na przebieg wyścigu, przed jego rozpoczęciem może on ustalić klasę wyścigową lub poziom sztucznej inteligencji przeciwnika. Modele pojazdów, obiekty oraz cienie zostały szczegółowo odwzorowane, nie są one licencjonowane. Gracz może zarówno w warunkach dziennych, jak i nocnych brać udział w wyścigu, w którym zadbano o oświetlenie torów jak i pojazdów zawodników. Grę opracowano na nowoczesnym silniku graficznym – gMotor2, w pełni współpracuje on z DirectX 9. W grze dostępna jest opcja nagrania powtórki, modyfikowania jej i dodawania do niej efektów specjalnych, dźwięków i obrazów animowanych.